# كرة الهدف
كرة الهدف (بالإنجليزية: Goalball) هي رياضة جماعية مصممة خصيصًا للرياضيين الذين يعانون من إعاقة بصرية. يتنافس المشاركون في فرق مكونة من ثلاثة لاعبين، ويحاولون رمي كرة تحتوي على أجراس بداخلها إلى مرمى الفريق المنافس. تُرمى الكرة باليد ولا تُركل أبدًا. باستخدام التنسيق بين السمع واليد، وهي رياضة نشأت كتمرين لإعادة التأهيل، ليس لها مقابل لدى الأشخاص غير المعاقين. يتم تعصيب أعين الرياضيين المبصرين أيضًا عند لعب هذه الرياضة.
تُلعب في الصالات الداخلية، عادة على ملعب كرة طائرة، وتتكون المباريات من شوطين مدة كل منهما اثنتا عشرة دقيقة (كانت سابقًا عشر دقائق) مع استراحة بين الشوطين لمدة ثلاث دقائق. في حالة التعادل، يتم لعب وقت إضافي بنظام الهدف الذهبي على شكل فترتين مدة كل منهما ثلاث دقائق (واستراحة ثانية بين الشوطين لمدة ثلاث دقائق). إذا استمر التعادل، يتم تحديد الفائز عن طريق رميات الترجيح الزوجية ('رميات إضافية' و 'رميات إضافية موت مفاجئ'). تتناوب الفرق في رمي أو دحرجة الكرة من أحد طرفي منطقة اللعب إلى الطرف الآخر، ويبقى اللاعبون في منطقة مرماهم سواء في الدفاع أو الهجوم. يجب على اللاعبين استخدام صوت الكرة لتحديد موقعها وحركتها. تتيح عصابات العينين للاعبين ضعاف البصر والمكفوفين التنافس على قدم المساواة. يمكن ارتداء رقعات العين تحت عصابات العينين لضمان التغطية الكاملة للعين، ومنع أي رؤية في حالة انزياح عصابات العينين.
الاتحاد الدولي لرياضات المكفوفين (IBSA)، الذي تأسس عام 1981 وهو مسؤول عن مجموعة من الرياضات للمكفوفين وضعاف البصر، هو الهيئة الإدارية الرسمية لهذه الرياضة.

## التاريخ
ابتكر كرة الهدف في الأصل عام 1946 هانز لورينزن، وهو نمساوي، وسيب رايندل، وهو ألماني، كوسيلة للمساعدة في إعادة تأهيل قدامى المحاربين في الحرب العالمية الثانية المعاقين بصريًا.
تطورت كرة الهدف تدريجيًا إلى لعبة تنافسية خلال الخمسينيات والستينيات. تم ترشيحها في نهاية المطاف كرياضة استعراضية في الألعاب البارالمبية الصيفية 1972 في هايدلبرغ، ألمانيا الغربية، وأصبحت رياضة رسمية في الألعاب البارالمبية في الألعاب البارالمبية الصيفية 1976 في تورنتو. أقيمت أول بطولة عالم لكرة الهدف في النمسا عام 1978.
في عام 2011، سعت اللجنة الفرعية لكرة الهدف التابعة لـ IBSA، والتي طال أمدها، إلى الانفصال عن IBSA وتشكيل هيئة دولية جديدة، وهي الرابطة العالمية لكرة الهدف. ردت IBSA بتعيين لجنة جديدة.
اعتبارًا من 2017، كان هناك 81 دولة متنافسة، و 270 حكمًا دوليًا.

## الأساسيات

مخطط ملعب كرة الهدف

### الملعب والكرة

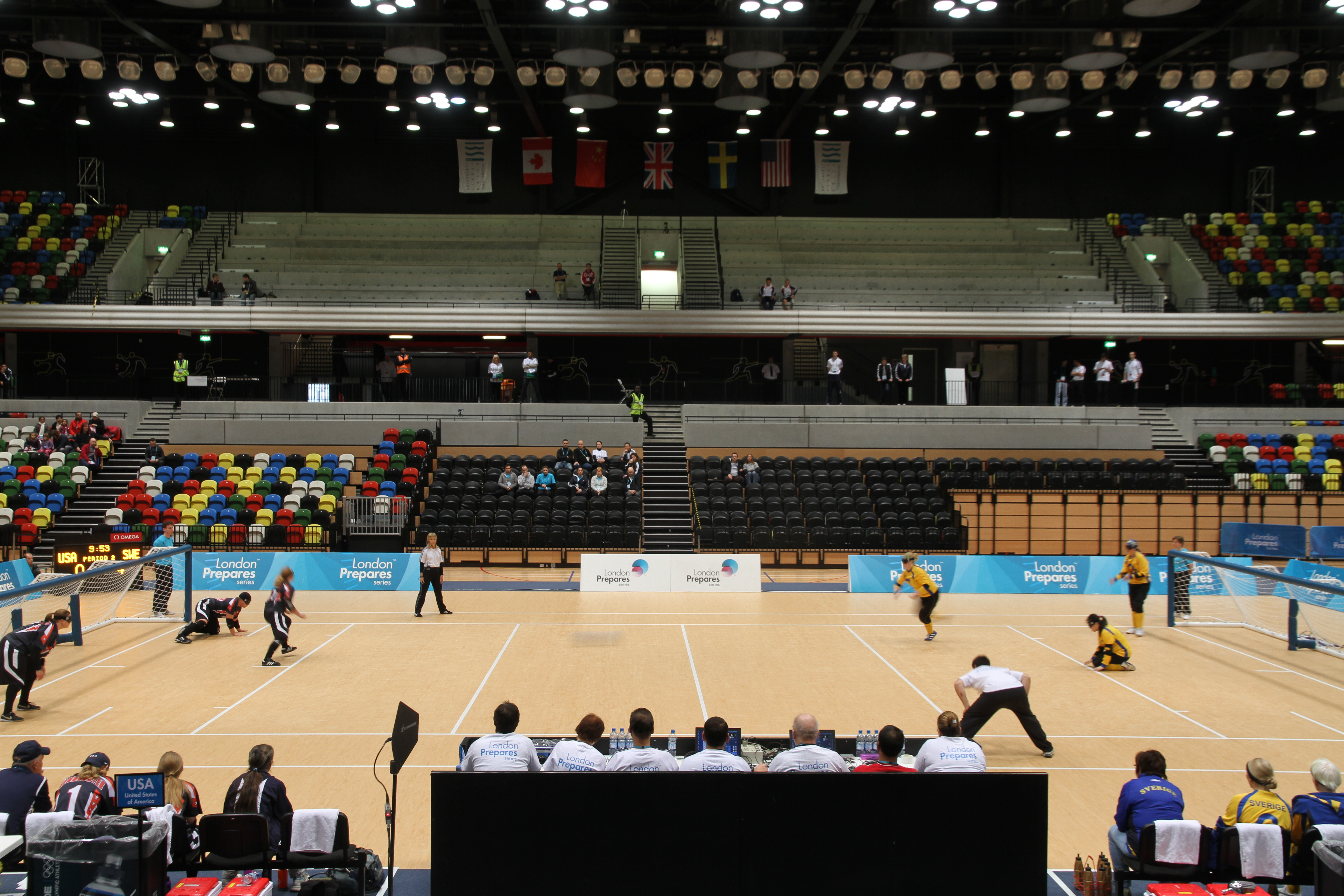
مباراة كرة هدف جارية (2012).

تتطلب قواعد كرة الهدف الصادرة عن الاتحاد الدولي لرياضات المكفوفين أن يكون طول ميدان اللعب 18 متر (59 قدم) وعرضه 9 متر (30 قدم). تمتد الأهداف على عرض الملعب. يُقسم الملعب إلى ستة أقسام متساوية، أبعاد كل منها 3 by 9 متر (9.8 by 29.5 قدم). في كل طرف، أمام المرمى مباشرةً، توجد منطقة الفريق. وخلفها توجد منطقة الهبوط لكل فريق. يُشار إلى القسمين الأوسطين مجتمعين بالمنطقة المحايدة.
تُصنع خطوط الملعب عن طريق وضع شريط لاصق فوق خيوط. هذا يجعل الخط مرئيًا (للحكام) وملموسًا (للاعبين). يتم دائمًا تمييز منطقة الفريق ومنطقة الهبوط، بما في ذلك خطوط الحدود وخطوط المرمى وخطوط الكرة العالية، بهذه الطريقة. علاوة على ذلك، تحتوي منطقة الفريق على ست علامات توجيه (ثلاث في الأمام، واحدة على كل جانب، وواحدة على خط المرمى) للمساعدة في توجيه اللاعبين.
تزن الكرة 1.25 كيلوغرام (2.8 رطل) وتحتوي على ثمانية ثقوب والعديد من الأجراس المصدرة للصوت. يبلغ قطر الكرة حوالي 24 سنتيمتر (9.4 بوصة). أنتجت العديد من الشركات أيضًا كرة غير رسمية تزن حوالي 0.9 كيلوغرام (2.0 رطل) لاستخدامها من قبل اللاعبين الأصغر سنًا. على المستوى البارالمبي، تم قياس سرعة الكرة عند مغادرتها لليد بأكثر من 60 كيلومتر في الساعة (37 ميل/س). على الرغم من ذلك، من خلال التدريب وبعض الحشوات الواقية، تكون الإصابات قليلة جدًا.

### الحكام

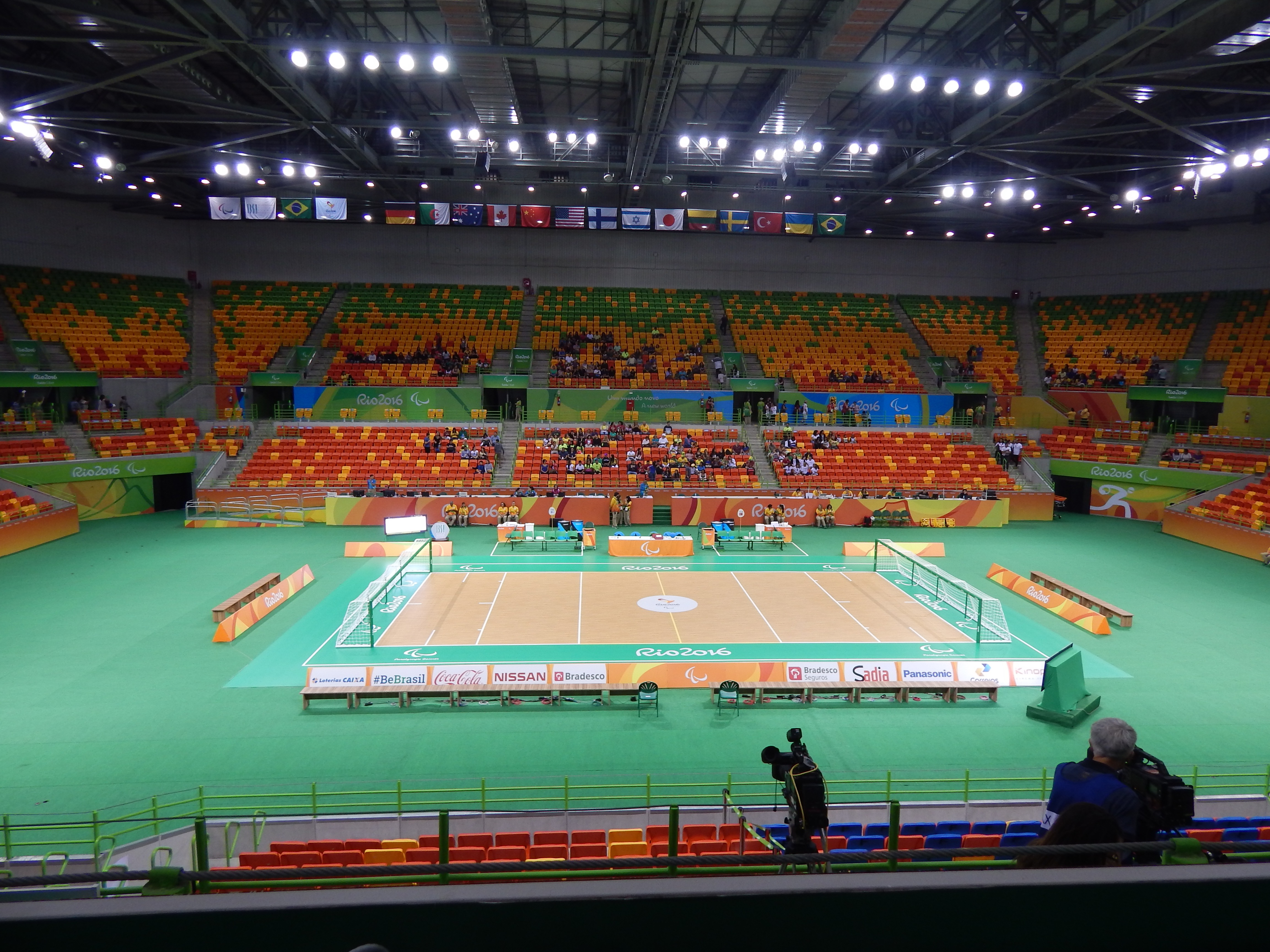
ملعب كرة الهدف في صالة المستقبل

بالنسبة للمباريات التنافسية، يتواجد طاقم الحكام التالي في الملعب:
- حكمان (2) — يبقى كل حكم على طول الخط الجانبي في نصف الملعب الخاص به. يكون أحد الحكمين 'بجانب الطاولة'، والآخر 'بعيدًا عن الطاولة'.
- قضاة المرمى (4) — يتمركز قاضي المرمى بجانب كل حافة للمرمى، ويرفع يده ليؤكد للحكم عندما تعبر الكرة خط المرمى. قضاة المرمى حيويون أيضًا لسرعة اللعبة حيث يلتقطون الكرة التي تخرج من الملعب ويضعونها عند علامة التجزئة الجانبية لمنطقة الفريق حتى يمكن استئناف اللعب.
- موقتو العشر ثواني (2) — يتتبعون الوقت بين لمس اللاعب المدافع للكرة ووقت رميها، ويعلنون عن عقوبات '10 ثوانٍ' عند الاقتضاء. تم توسيع الدور في تغييرات القواعد لعام 2018 ليشمل مراقبة عقوبات عصابات العينين والتدريب غير القانوني.
- مسجل النقاط — يتتبع هذا المسؤول الفني عدد الأوقات المستقطعة والتبديلات التي يقوم بها الفريق، وكما يوحي المصطلح، يسجل النقاط.
- موقت المباراة و موقت احتياطي — عادةً، كما هو الحال مع لوحة نتائج كرة السلة، يتناقص وقت الفترة حتى الصفر. يتم إيقافه وتشغيله بواسطة صافرة الحكم. يتم استخدام موقت احتياطي في حالة انقطاع التيار الكهربائي عن المكان.

### اللاعبون
كل فريق لديه ثلاثة لاعبين في الملعب في كل مرة، مع لاعب بديل واحد إلى ثلاثة لاعبين على مقاعد البدلاء.
على المستوى الدولي، بما في ذلك الألعاب البارالمبية، تنقسم المنافسة إلى فئتين، الرجال والسيدات. على المستويات الأخرى، يكون هذا الأمر متروكًا للجان المنظمة المحلية. على سبيل المثال، في المملكة المتحدة، في المستويات الثلاثة للمنافسة (المبتدئين - الإقليمي، والمتوسط - الإقليمي (الشمال والجنوب)، والنخبة - المستوى الوطني)، قد تكون الفرق مختلطة الجنس.
هناك ثلاثة مراكز قياسية للعب: الوسط، والجناح الأيمن، والجناح الأيسر. في حين لا يوجد عادةً تسمية رسمية، غالبًا ما يكون لدى اللاعبين مركز يجيدون اللعب فيه أو يفضلونه، على الرغم من أن بعض اللاعبين سيلعبون أيًا من المراكز الثلاثة واللاعبون أحرار في تغيير المراكز أثناء المباراة دون إعلان مسبق (وقد يفعلون ذلك لأسباب تكتيكية).
لاعب الوسط هو اللاعب الأكثر مسؤولية عن الدفاع. يصطف اللاعب عادةً عند علامة التوجيه المركزية في مقدمة منطقة التوجيه (خط ثلاثة-متر [9.8 قدم] أمام قائم المرمى)، إلى الأمام أكثر من الأجنحة مما يساعد على تجنب الاصطدامات بين اللاعبين الذين يندفعون نحو اتجاه الكرة. ترتيبات دفاعية أخرى ممكنة، ولكنها أقل شيوعًا. مركز الوسط هو الموقع الأكثر دفاعية ببساطة لأن اللاعب قادر على التحرك إلى اليسار واليمين للدفاع، مغطيًا نسبة أكبر من خطوط التسديد الهجومية المحتملة. قد يكون لاعب الوسط أيضًا منسق الدفاع.
يصطف الجناحان الأيمن والأيسر بشكل عام عند نهاية علامات التوجيه من الخطوط الجانبية المعنية، عند علامة التوجيه 1.5-متر (4.9 قدم). مسؤولياتهم الدفاعية الرئيسية هي إبعاد الكرة عن أي من زاويتي المرمى، على الرغم من أنهم يدافعون أيضًا نحو الوسط. عادة، يكون الجناحان هما الهجوم الرئيسي لأن هناك بعض المزايا لزوايا التسديد الممكنة من مواقعهم. وهذا يسمح أيضًا للاعب الوسط بالحفاظ على طاقته للدفاع، على الرغم من أن لاعب الوسط قد يكون له أيضًا دور هجومي.

### التسجيل
يُحتسب الهدف بنقطة واحدة، ويتم تسجيله عندما تعبر الكرة خط المرمى بالكامل. الفريق الذي يحصل على درجة أعلى في نهاية الوقت الأصلي هو الفائز. إذا أدت المباراة إلى التعادل، يتم لعب فترتين إضافيتين مدة كل منهما ثلاث دقائق، بنظام الهدف الذهبي (الهدف الأول ينهي المباراة). إذا لم يتم تسجيل أي هدف خلال الوقت الإضافي، يتم اللجوء إلى رميات الجزاء الترجيحية والموت المفاجئ. إذا تم الوصول إلى فارق عشرة أهداف، تُعلن قاعدة الرحمة وإعلان الفريق المتقدم فائزًا.

## طريقة اللعب وآدابه
تعتمد اللعبة بشكل كبير على حاسة السمع بدلاً من البصر، لذلك يُمنع تمامًا أي ضوضاء خارجية، بما في ذلك الهتاف أو التصفيق أو الأهازيج أو نغمات رنين الهواتف المحمولة. لذلك، يتم تذكير الجمهور مرارًا وتكرارًا بالبقاء صامتين، ويبدأ الحكام نداءهم "Play!" (العب!) بعبارة "Quiet, please!" (هدوء من فضلكم!). لا يمكن للمدربين التحدث أثناء لعب الكرة، وبالتالي لا يمكنهم التأثير على اللعبة.
يرتدي اللاعبون، بغض النظر عن درجة الإبصار، عصابات عين معتمة لا تسمح بدخول أي ضوء، لضمان الإنصاف. يمكن للأفراد المبصرين تمامًا ممارسة الرياضة أثناء ارتداء عصابات العينين.

### بداية اللعب
يبدأ الفريق الفائز بقرعة العملة عادة بالكرة.

### الهجوم
لتسجيل هدف، يجب على اللاعب دحرجة الكرة أو جعلها ترتد على طول الملعب، متجاوزًا المدافعين المنافسين، وإلى مرمى الخصم. عادةً ما يقف اللاعب الذي يحمل الكرة، ويوجه نفسه باستخدام الخطوط اللمسية، والأصوات الصادرة من زملائه في الفريق، و/أو عارضة مرماه. ثم يتقدم اللاعب بخطوات إلى الأمام، وينحني منخفضًا، ويدحرج الكرة أو يرميها بذراعه الجانبية أسفل الملعب.
يجب أن ترتد الكرة في منطقة الهبوط الخاصة باللاعب، وفي أي مكان في المنطقة المحايدة. طالما أنها ترتد في كل منطقة، فإن أسلوب الرمي يعود بالكامل للاعب المعني. يخطو العديد من اللاعبين عدة خطوات ويرمون الكرة في أقرب مكان ممكن من خط الكرة العالية الخاص بهم، وينحنون منخفضين لضمان رمية قانونية. يقوم بعض اللاعبين بالرمي بعد الدوران، محولين زخم الدوران إلى سرعة إضافية. يستطيع آخرون رمي الكرة بحيث ترتد مرة واحدة فقط في كل منطقة من المناطق المطلوبة. معظم لاعبي النخبة فعالون عند استخدام أنواع متعددة من الرميات.

### الدفاع
يبقى اللاعبون المدافعون داخل منطقة الفريق، بشكل عام في مواقع متداخلة إلى حد ما لتجنب الاصطدامات. عندما يسمعون الفريق الآخر يرمي الكرة، "ينبطحون"، أي ينزلقون على وركيهم ويمدون أذرعهم فوق رؤوسهم ويمدون أرجلهم لتغطية أكبر مسافة ممكنة. الهدف هو ببساطة منع الكرة من المرور بأي جزء من الجسم يمكن للاعب وضعه أمامها.
يفضل بعض اللاعبين صد الكرة بصدورهم وامتصاص الصدمة. يفضل آخرون الصد بأرجلهم حتى تتدحرج الكرة لأعلى أجسادهم إلى أيديهم. بغض النظر عن الطريقة، يحاول اللاعبون دائمًا جعل أنفسهم أطول ما يمكن لصد أكبر مساحة ممكنة.

## القواعد

### المخالفات
تُعاقب المخالفات عمومًا بفقدان حيازة الكرة للفريق الآخر.
رمية مبكرة – رمي الكرة قبل أن يعلن الحكم 'play'.
الكرة تعبر – ترتد الكرة من لاعب مدافع أو العارضة أو قائمتي المرمى، وتعبر عائدة فوق خط منتصف الملعب.

### العقوبات
قد تُمنح رمية جزاء بسبب:
عقوبة العشر ثوانٍ – يستغرق الفريق أكثر من عشر ثوانٍ لرمي الكرة مرة أخرى فوق خط المنتصف.
تأخير اللعب – يمكن أن يحدث هذا بسبب أشياء مختلفة كثيرة. مدرب يبلغ عن أرقام خاطئة للتبديلات، أو فريق لا يصل في الوقت المحدد لقرعة العملة التي تسبق المباراة، أو عدد كبير جدًا أو قليل جدًا من اللاعبين ينزلون إلى الملعب.
دفاع غير قانوني – يُحتسب هذا إذا لامس المدافع الكرة بينما لا يوجد أي جزء من جسمه يلامس منطقة الفريق.
كرة قصيرة – تفشل الكرة في الوصول إلى منطقة فريق الخصم عند رميها.
كرة عالية – لا تلمس الكرة منطقة هبوط الرامي عند رميها.
كرة طويلة – لا تلمس الكرة المنطقة المحايدة عند رميها.
عصابات العينين – لمس عصابات العينين دون إذن.
سلوك غير رياضي – يمكن أن يكون هذا مجموعة متنوعة من الأشياء، من الجدال مع الحكم إلى الطرق على الأرض والشتم.
ضوضاء – ضوضاء غير ضرورية من قبل الفريق المهاجم تمنع الدفاع من تتبع الكرة أثناء تحركها في الملعب.
تدريب غير قانوني – التدريب من مقاعد البدلاء أثناء اللعب أو بعد أن يقول الحكم 'Quiet please' بنية مواصلة اللعب أو بدئه. منذ عام 2006، سمحت القواعد بالتدريب من مقاعد البدلاء خلال وقت مستقطع رسمي.
في حالة رمية الجزاء، يُطلب من لاعب واحد الدفاع عن المرمى بأكمله لرمية واحدة. يتم تحديد اللاعب المختار حسب نوع العقوبة. على سبيل المثال، يدافع اللاعب الذي ارتكب العقوبة عن عقوبة الكرة العالية أو الدفاع غير القانوني. من ناحية أخرى، يدافع لاعب يختاره مدرب الفريق الرامي عن عقوبة التدريب غير القانوني (سابقًا كان آخر رامي مسجل لذلك الفريق).

## القواعد الرسمية
القواعد الرسمية للرياضة متوفرة على موقع IBSA. يمكن تعديل القواعد كل أربع سنوات.
يمكن للحكام الحصول على شهادة دولية بموجب نظام منظم، من المستوى الأول إلى المستوى الثالث من IBSA Goalball. يتم تحكيم بطولات العالم لكرة الهدف والبطولات البارالمبية بواسطة حكام من المستوى الثالث. قد يكون لدى الدول المشاركة أيضًا نظام تحكيم وطني.
شهدت التغييرات بمرور الوقت زيادة مدة أشواط الوقت الأصلي من سبع دقائق، إلى عشر، إلى الاثنتي عشرة دقيقة الحالية. كان طاقم الفريق مقيدًا بوقت السماح بالتدريب، ولكن الآن يمكن ذلك بعد أي توقف للعب يتم الإشارة إليه بالصافرة. تمت إزالة قواعد مثل تجاوز الخط والرمية الثالثة. يجب رمي الكرة مرة أخرى نحو مرمى الخصم في غضون عشر ثوانٍ من لمسها. في عام 2014، تم تمديد هذا ليشمل وصول الكرة إلى خط المنتصف لضمان تسليم أسرع. تم إدخال استخدام رقعات العين تحت عصابات العينين للحد من الغش.

## المسابقات والأحداث
كرة الهدف هي رياضة تُلعب في لألعاب البارالمبية. خلال الألعاب، تكون فرق الرجال والسيدات مؤهلة للمنافسة بعد استيفاء متطلبات اختيار مختلفة. تغير عدد الفرق المشاركة على مر العقود، ولكن بالنسبة لـ ألعاب باريس 2024 البارالمبية، تم تقليل هذا العدد من عشرة إلى ثمانية فرق لكل فئة من قبل اللجنة البارالمبية الدولية. المنافسة مفتوحة للأشخاص المبصرين حتى المستوى الوطني، ولكن بالنسبة للبطولات الدولية المعتمدة من IBSA، يجب أن يكون لدى الرياضيين تصنيف إعاقة بصرية B1 أو B2 أو B3.
تقام بطولة العالم لكرة الهدف التي ينظمها الاتحاد الدولي لرياضات المكفوفين (IBSA) كل أربع سنوات منذ عام 1978. تم إدخال بطولة عالمية للشباب، وأقيمت بطولة IBSA العالمية الخامسة لكرة الهدف للشباب في بوداورس، المجر، في يوليو 2017، وهي المرة الأولى التي تقام فيها خارج ولاية أمريكية of ولاية كولورادو الأمريكية.
تقام البطولات داخل مناطق أفريقيا، والأمريكتين، وآسيا والمحيط الهادئ (كانت سابقًا منفصلة كمناطق آسيا وأوقيانوسيا)، وأوروبا.
تم استخدام الانبطاح كجزء من المهارات الدفاعية كنشاط تدريبي للفرق الرياضية (المبصرة). شملت الفرق المحترفة التي جربت كرة الهدف فريق بوسطن بروينز لهوكي الجليد، وفريق Queensland Fire للكريكيت، وفريق سياتل ساوندرز لكرة القدم.

## في الثقافة الشعبية
في عام 2006، أنتجت سلسلة الرسوم المتحركة برنارد مقطعًا مدته ثلاث دقائق، يظهر فيه البطريق إيفا وهو يقدم الدب القطبي الذي يحمل نفس الاسم إلى كرة الهدف.
في عامي 2018 و 2024، ظهرت الرياضة في الأنمي Ani x Para: Anata no Hero wa Dare desu ka، في الحلقتين الرابعة والثامنة عشرة. في كلتا الحلقتين، لعبت شخصيات من أنمي آخر مباراة كرة هدف: كوتشيكامي في الحلقة الرابعة، و إيروما-كن في مدرسة الشياطين في الحلقة الثامنة عشرة.
ظهرت كرة الهدف في الحلقات 10-12 من الأنمي الياباني لعام 2020، Breakers، حيث يتم عرض الرياضات البارالمبية، والتي كان مخططًا لها في الأصل للترويج لـ الألعاب البارالمبية الصيفية 2020.

## معرض الصور

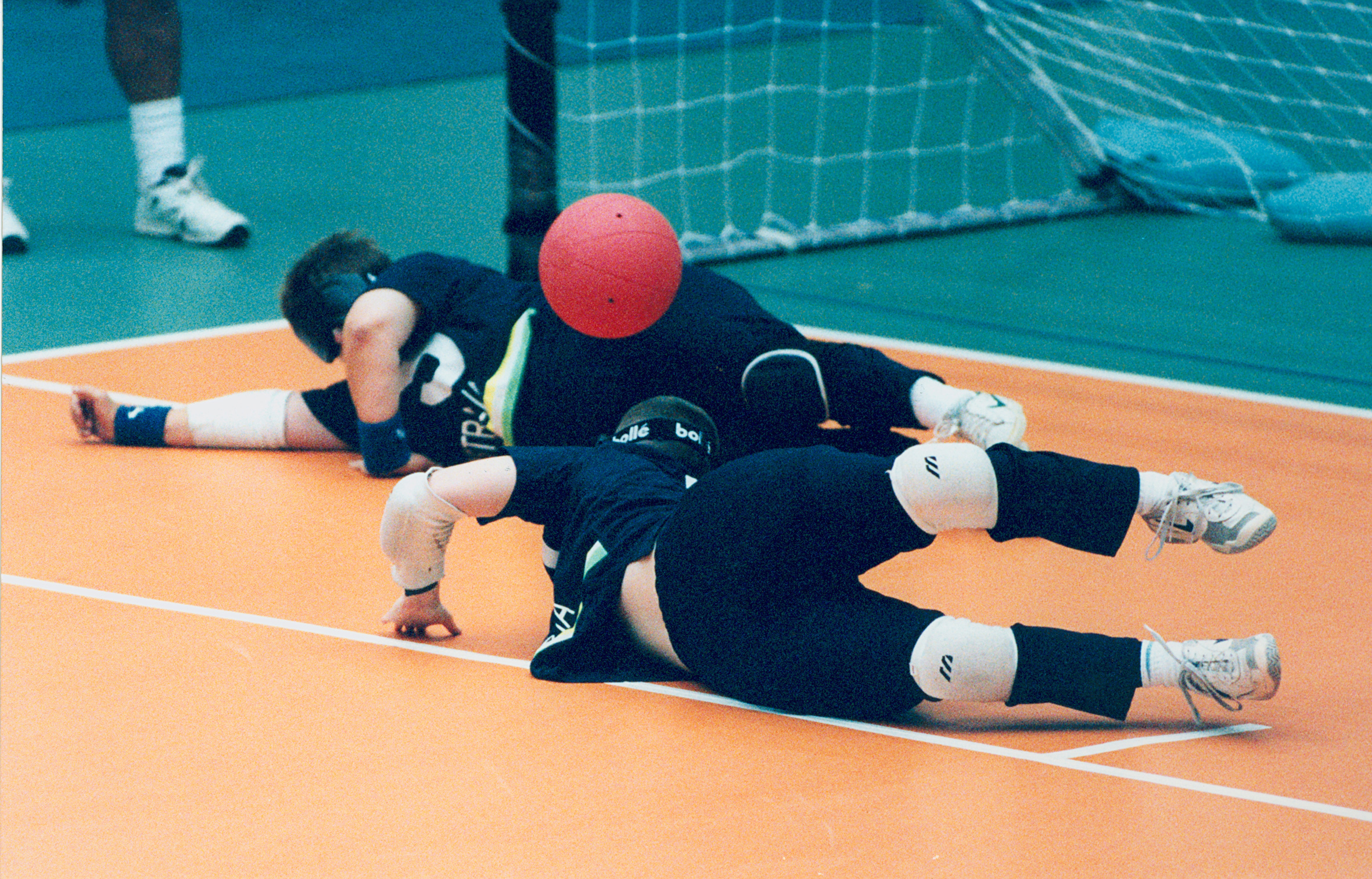
لاعبة كرة الهدف سارة كينيدي (كوينزلاند) تتصدى للكرة لصالح أستراليا  [لغات أخرى]‏
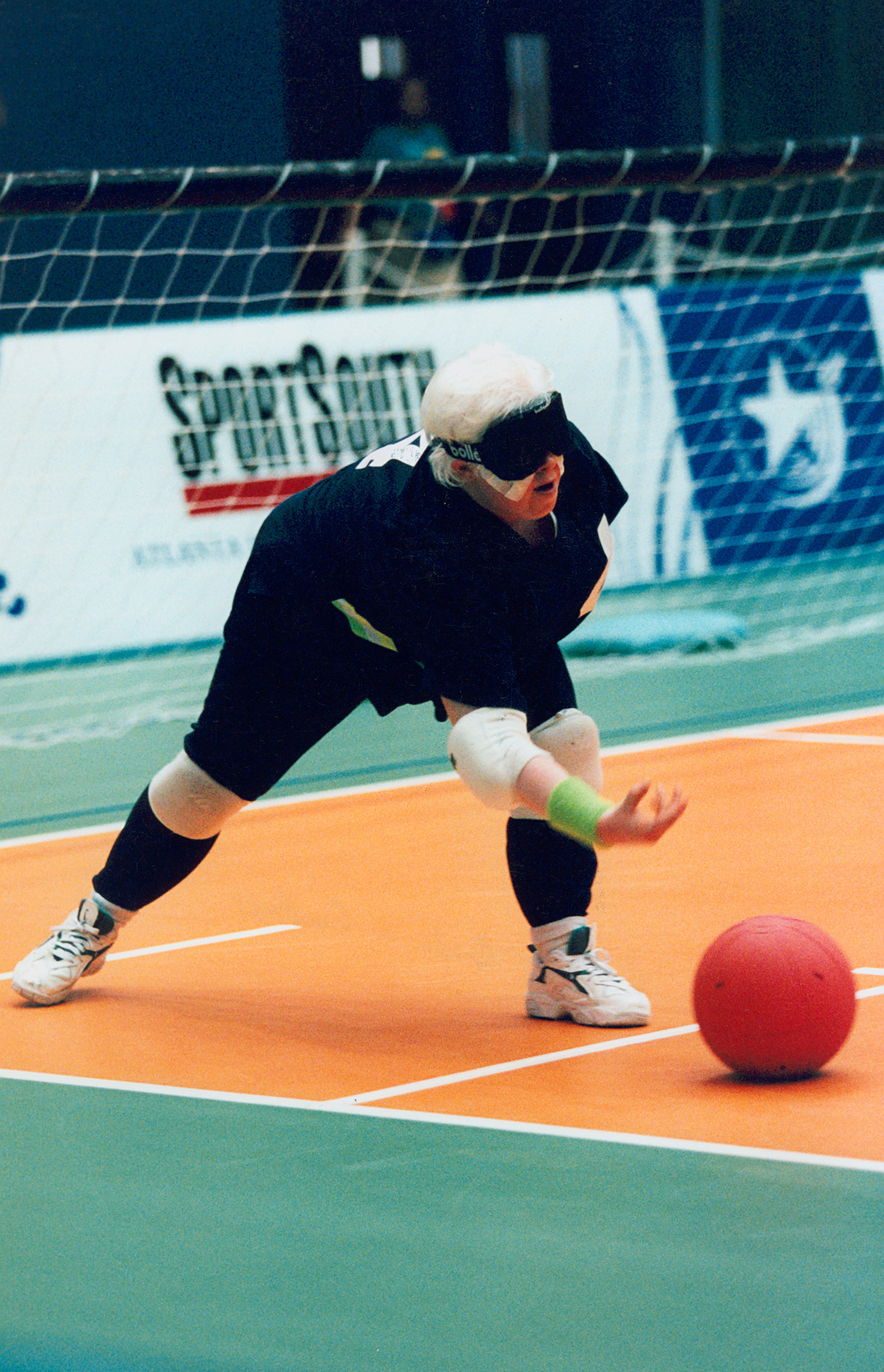
لاعبة كرة الهدف رايلين بوك (نيو ساوث ويلز) تنافس لصالح أستراليا
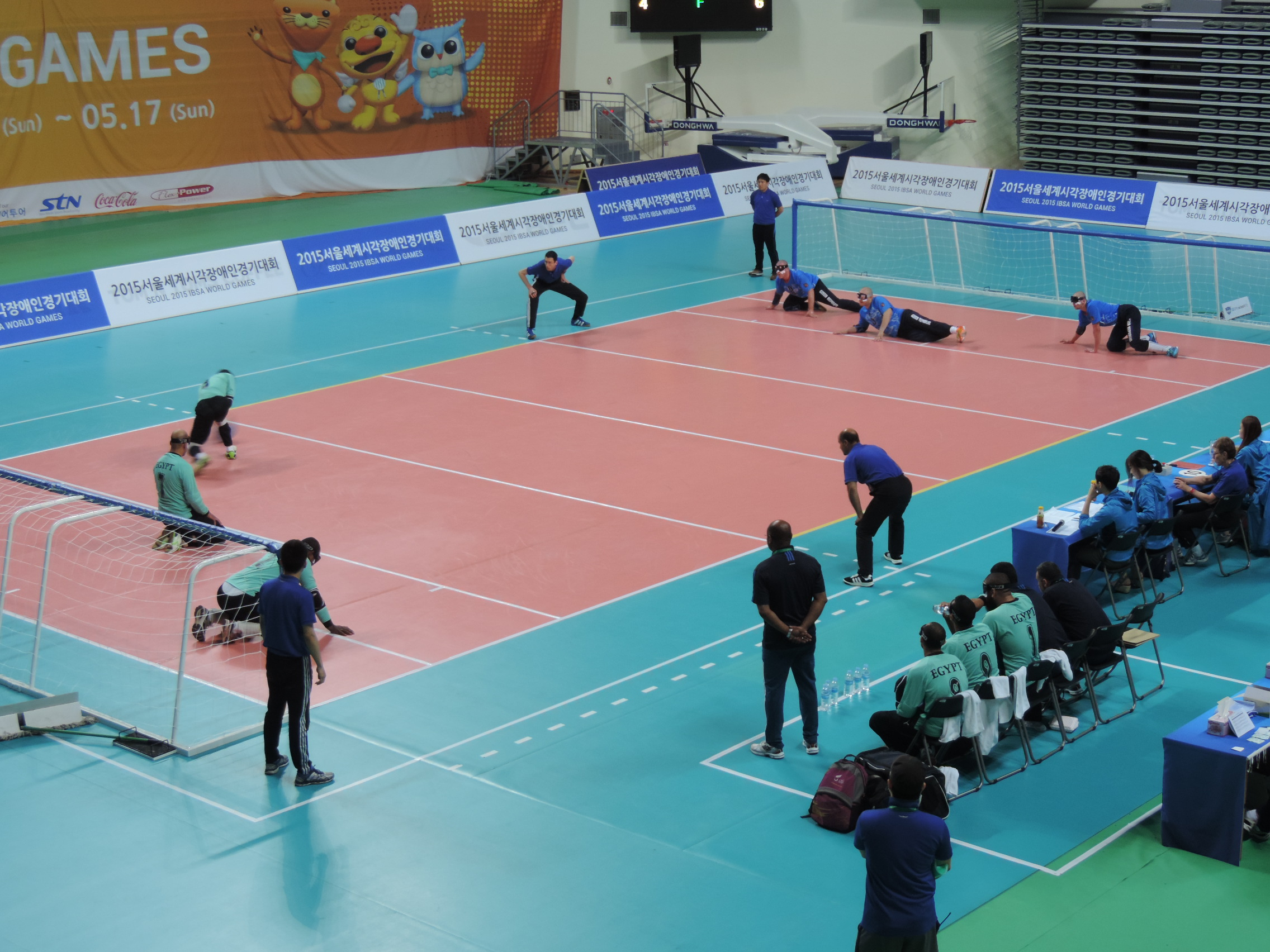
فريق كرة الهدف المصري للرجال يرمي الكرة نحو جمهورية التشيك
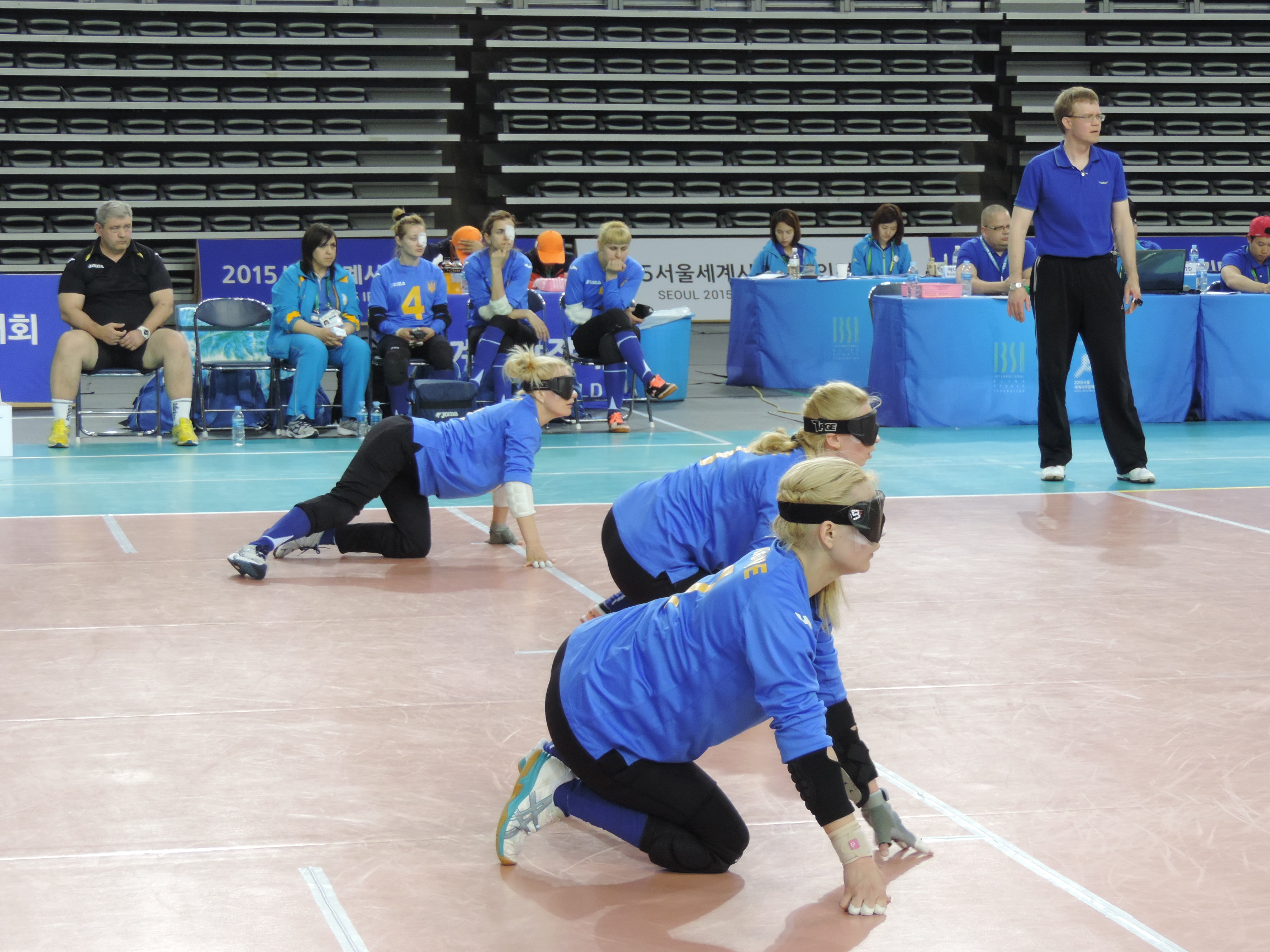
فريق كرة الهدف الأوكراني للسيدات يستعد للدفاع ضد اليونان
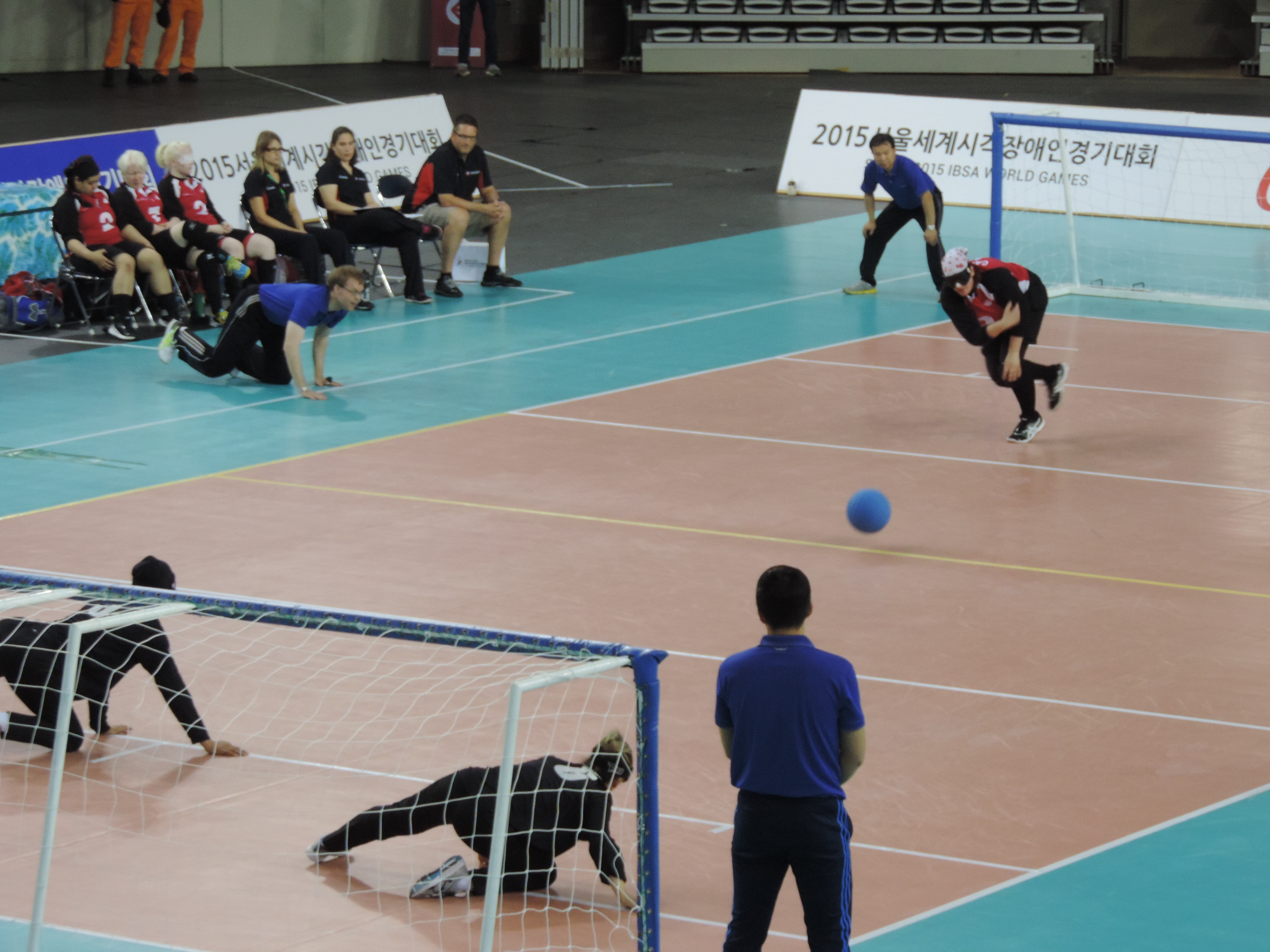
فريق كرة الهدف الكندي للسيدات يرمي الكرة نحو الجزائر
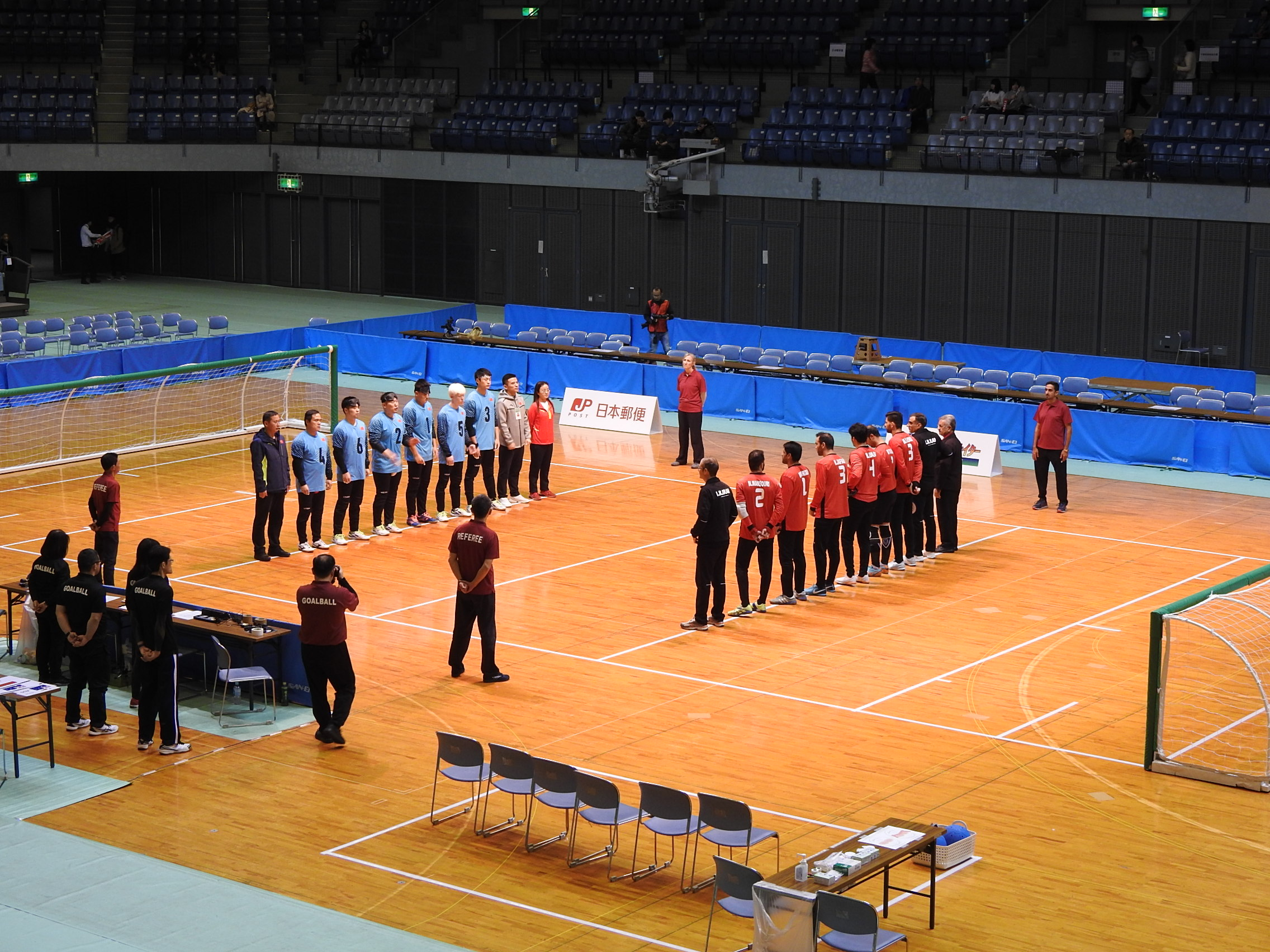
فريقا الصين وإيران للرجال مصطفان للتقديم قبل بدء المباراة
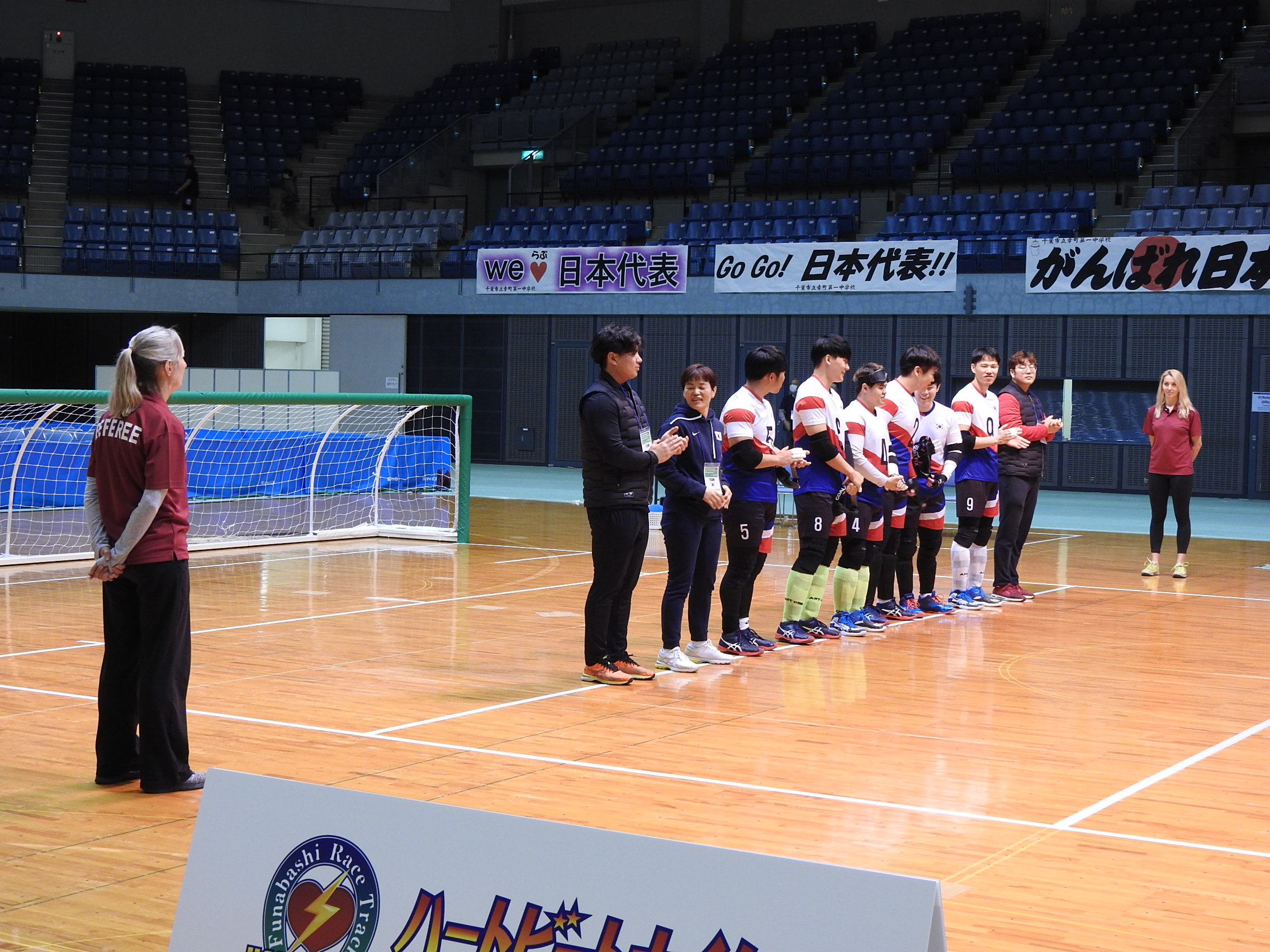
فريق كوريا الجنوبية للرجال في صف التقديم
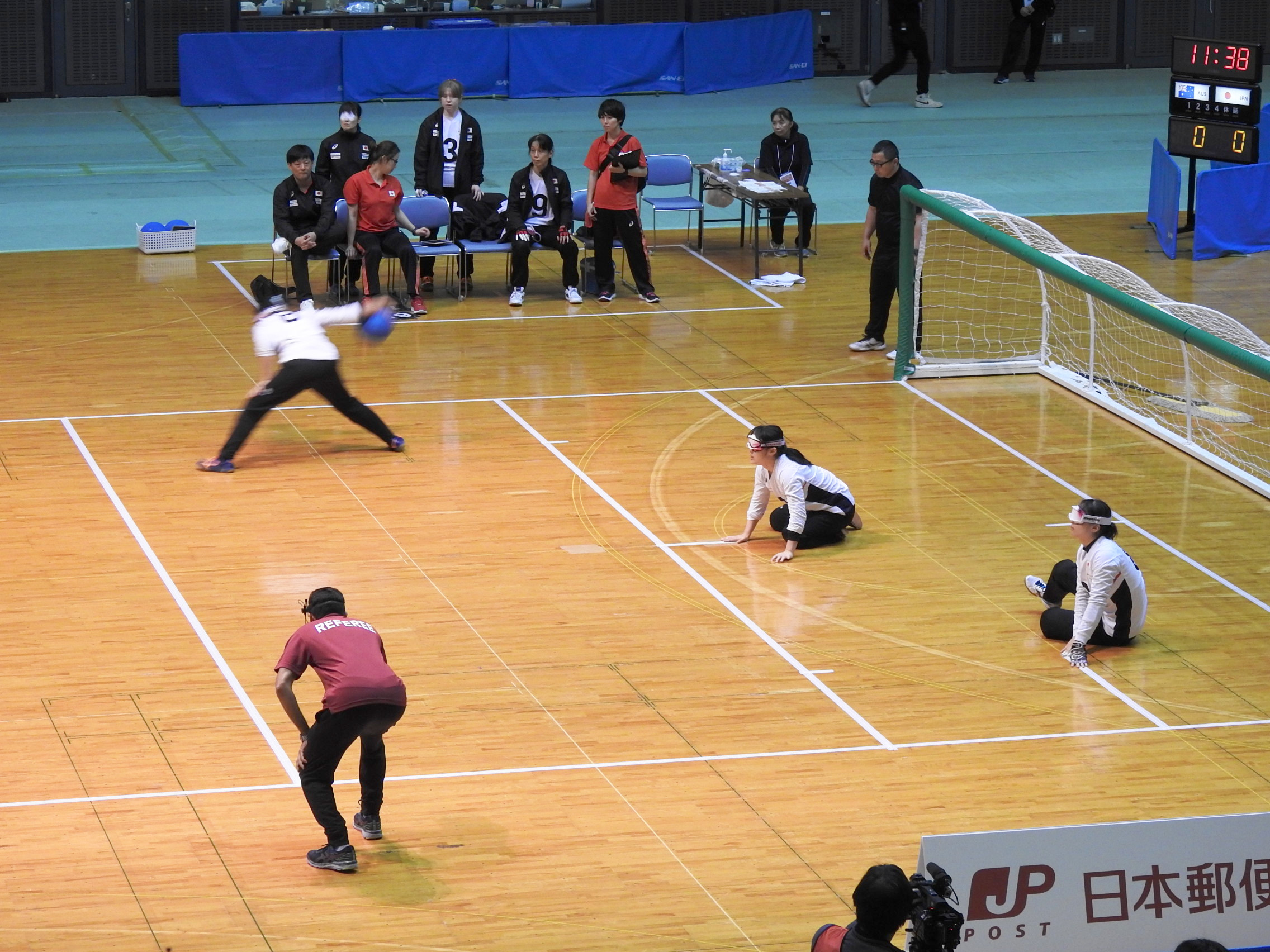
فريق اليابان للسيدات  [لغات أخرى]‏ يرمي الكرة
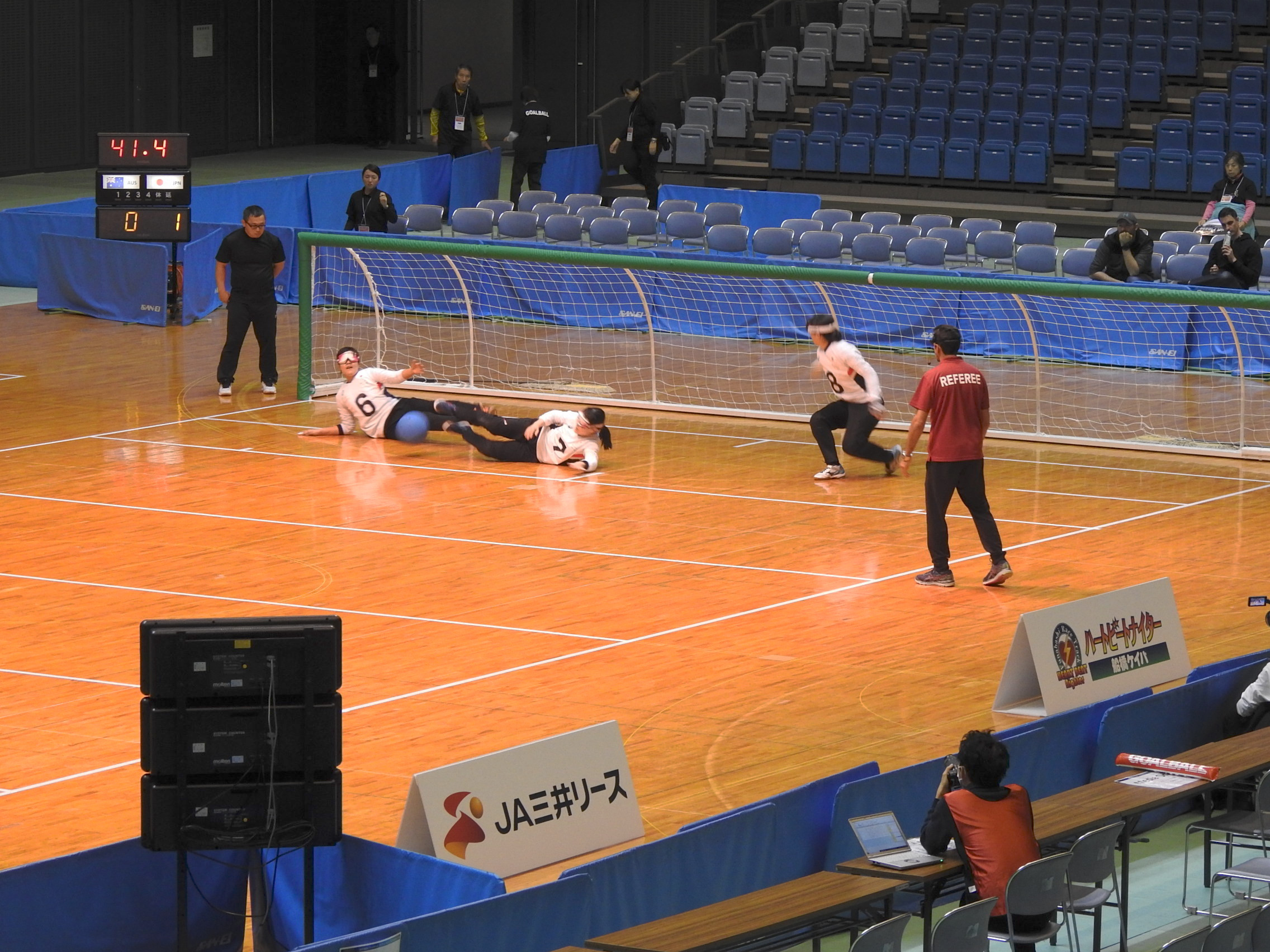
فريق اليابان للسيدات يدافع
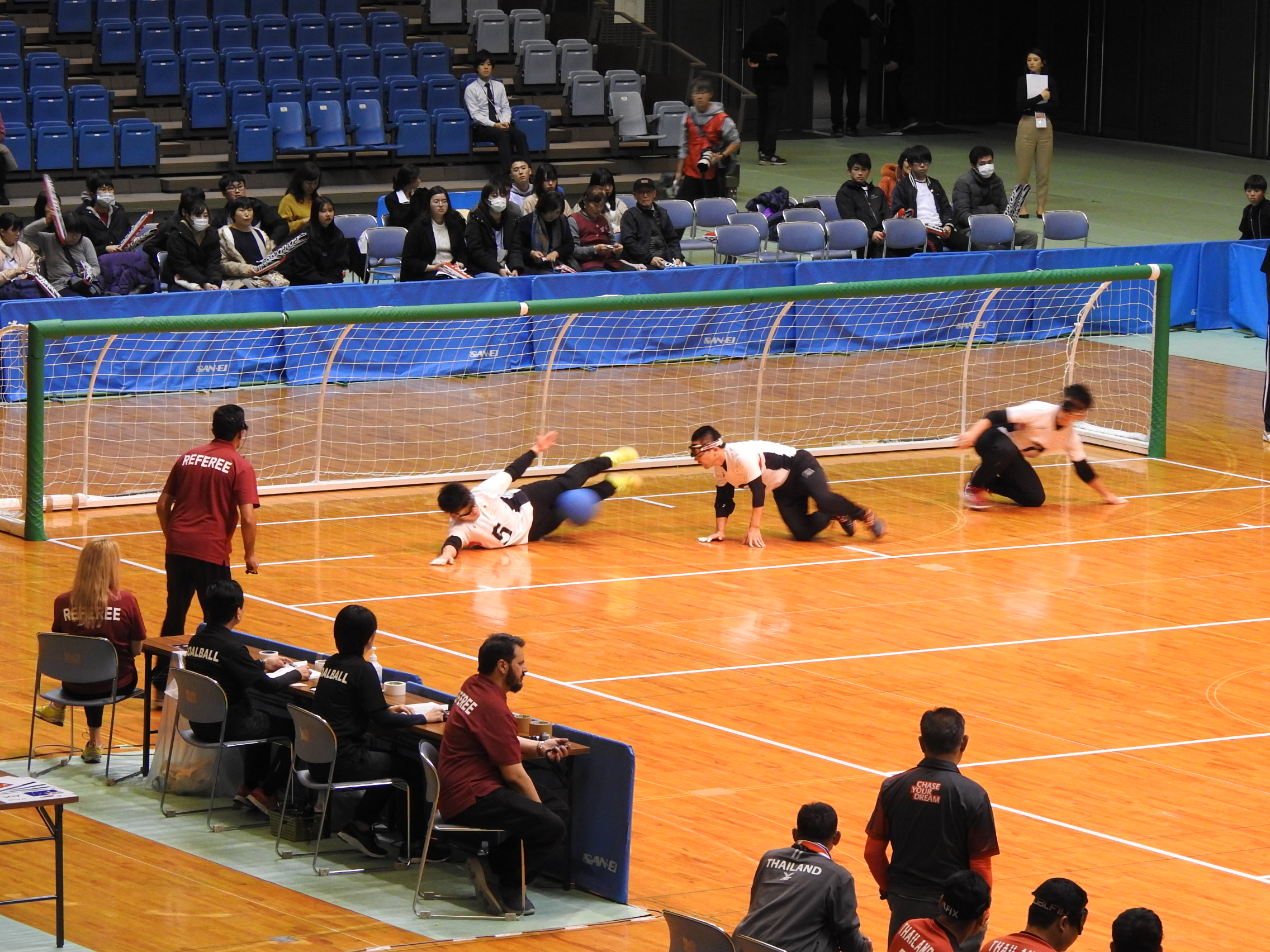
فريق اليابان  [لغات أخرى]‏ يدافع عن رمية من تايلاند

## روابط خارجية
- صفحة اللجنة البارالمبية الدولية عن كرة الهدف
- معلومات عن كرة الهدف في الألعاب البارالمبية بكين 2008 بمنظور أسترالي من accessibility.com.au
- مقال من بي بي سي سبورت مع فيديو وتعليق حول ماهية كرة الهدف
- كرة الهدف أستراليا
- الاتحاد الدولي لرياضات المكفوفين (IBSA) عن كرة الهدف

قالب:Team Sport